# Die Diplomatin – Tödliches Alibi
Tödliches Alibi ist ein deutscher Fernsehfilm von Roland Suso Richter aus dem Jahr 2020. Es handelt sich um die fünfte Episode der Krimireihe Die Diplomatin mit Natalia Wörner als die beim Auswärtigen Amt arbeitende Diplomatin Karla Lorenz in der Hauptrolle.

## Handlung
Die in Prag arbeitende deutsche Diplomatin Karla Lorenz unterstützt als Botschafterin ein deutsch-tschechisches wegweisendes Prestigeprojekt zu Künstlicher Intelligenz im Medizinsektor. Lorenz muss allerdings von der Staatssekretärin Lenka Zdenek erfahren, dass das geplante Projekt seitens von Tschechien, aufgrund eines finanziellen Problems nicht realisierbar ist und die zweite Phase dementsprechend nicht wie vorgesehen in Deutschland umgesetzt werden kann, obwohl von dort bereits die erste Phase mitfinanziert worden ist. Verärgert über diese unerwartete Wendung hat die Diplomatin noch ein anderes Problem: Daniel Stokr, Referent im tschechischen Ministerium für Industrie und Handel, hat vermutlich Fahrerflucht begangen, nachdem er einen jungen Mopedfahrer tödlich verletzt hat – ausgerechnet den Sohn eines Polizisten. Lorenz soll der Polizei das Alibi des Verdächtigen bestätigen, da sie an dem fraglichen Abend mit Stokr eine Besprechung hatte. Sie hält sich allerdings mit ihrer Aussage zurück, da sie in ihrer Funktion als Diplomatin nicht so einfach offizielle Statements geben darf. Hinzu kommt, dass Stokr den Verhandlungen eine neue Richtung geben könnte, wenn sie ihn schützt. Je mehr sie sich mit dem Mann beschäftigt, desto mehr ist ihr klar, dass sie in seinem Umfeld die Lösung zu den verschwundenen Geldern finden kann. Fraglich ist, ob er selber mit bei der Gründung von Scheinfirmen mitgeholfen hat, oder ob er nur zum Sündenbock gemacht werden soll. Lorenz wird misstrauisch als inzwischen sogar das tschechische Ministerium selbst daran interessiert zu sein scheint, dass man Stokr für den tödlichen Unfall verantwortlich macht. Somit bezweifelt nicht nur die Polizei, dass Lorenz Bestätigung von Stokrs Alibis der Wahrheit entspricht, sondern auch Stokrs Arbeitgeber. Das geht gegen ihre Ehre und sie versucht noch verbissener die Wahrheit herauszufinden. Theoretisch hätte an dem Unfallabend auch ein anderer mit Stokrs Auto kurze Zeit unterwegs sein können. Das bestätigt ihr am Ende Stokr selbst, der ihr anvertraut, dass Staatssekretärin Lenka Zdenek mit seinem Wagen zu einem heimlichen Rendezvous gefahren war und dabei einen Unfall gehabt hätte. Da er ihr viel zu verdanken habe, habe er versprochen, sie zu schützen. Lorenz kontaktiert daraufhin Jan Horava von der Polizei, damit er entsprechende Ermittlungen einleitet. Für Stokr kommt jedoch jede Hilfe zu spät, denn er wurde gerade vom Vater des getöteten Jungen erschossen.
Lorenz, die kurz vor der Versetzung nach Rom steht, bleibt nur noch Lenka Zdenek ins Gewissen zu reden zu dem zu stehen, was sie angerichtet hat. Denn Zdenek steckte selbst hinter der Unterschlagung und hatte Stokr von Anfang an für ihre Zwecke eingespannt. Für den Unfall wird sie sich auf jeden Fall verantworten müssen.

## Hintergrund
Tödliches Alibi wurde unter dem Arbeitstitel Der Unfall vom 21. November 2019 bis zum 20. Dezember 2019 gedreht. Als Drehschauplätze diente die tschechische Hauptstadt Prag und Umgebung. Der Film wurde am 7. November 2020 auf dem Samstagabendsendeplatz im Ersten erstausgestrahlt.

## Rezeption

### Einschaltquote
Die Erstausstrahlung von Die letzte Runde am 8. Januar 2022 wurde in Deutschland von 7,96 Millionen Zuschauern gesehen und erreichte einen Marktanteil von 26,1 Prozent für Das Erste.

### Kritiken
Tilmann P. Gangloff urteilte für tittelbach.tv und bewertete den Film als „schwach“: Er verknüpft dennoch „auf geschickte Weise einen scheinbar glasklaren Fall mit der faszinierenden Technologie intelligenter medizinischer Prothesen. Wie alle Arbeiten Roland Suso Richters zeichnet sich zwar auch diese durch optischen Aufwand und eine hochwertige Bildgestaltung aus, aber die Geschichte und ihre Umsetzung sind längst nicht so packend wie andere Krimis des Regisseurs; daran kann auch die gute Musik von Chris Bremus nichts ändern. Natalia Wörner wirkt zudem etwas steif; die ungarische Schauspielerin Andrea Osvárt hinterlässt als Gegenspielerin der Titelheldin einen wesentlich größeren Eindruck.“
Bei Prisma.de schrieb Wilfried Geldner: „Der Samstagskrimi bietet viel nächtliche Prag-Kulisse und immer wieder auch erstaunliche Büroarchitekturen, die beim Betrachten labyrinthisch verschmelzen. Die Personen – Diplomaten, Polizeibeamte, Unternehmer, Sekretäre – wirken allerdings austauschbar.“ Auch „mitfühlende Szenen sind im Kontext des szenisch aufwendig gefilmten Krimis dann leider doch eher selten. Es wird in einem strengen Bürokratenstil gesprochen, für viel Seele ist außer beim Rotweintrinken und Abendessen kein Platz. Beim steten verbalen Muskelspiel fühlt man sich wie im Fitnessstudio der höheren Diplomatie, die durchaus Intrigen und Auswüchse kennt.“
Christian Lukas von quotenmeter.de meinte: „Leider fehlt es der Geschichte am Fokus. Geht es jetzt um den Tod des Jungen? Geht es um die Ungereimtheiten in Bezug auf das deutsch-tschechische KI-Projekt?“ „Der Wirtschaftskriminalfall ist am Ende doch recht simpel, da es ihm, um dies zu wiederholen, an Platz fehlt, sich richtig entfalten zu können.“
Die Stuttgarter Zeitung schrieb: „Das ist alles ein bisschen viel auf einmal. So sauber Richter das wieder einmal inszeniert, die verquälte Spannungssuche und erzwungene Beziehungskriselei kann er nicht kaschieren. Interessanterweise stellt sich in ‚Tödliches Alibi‘ trotzdem noch Spannung ein. An all dem Plotgerümpel vorbei schleicht so etwas wie ein dunkler Nebel in den Film, das beklemmende Begreifen, dass hier in der Realität keine saubere Aufklärung geschaffen würde. In einem Dickicht aus Kompromissen und Beschwichtigungen, Lügen und Ablenkungsmanövern, Sachzwängen und höheren Notwendigkeiten könnten Schuldige abtauchen, Verantwortlichkeiten verschwinden und Wahrheitsansprüche verenden.“
Die Kritiker der Fernsehzeitschrift TV Spielfilm äußerte zum vierten Film der Reihe: Der „größte Reiz [liegt] darin, hinter den Kulissen der Macht Mäuschen spielen zu können. Autor Christoph Busche zeigt in seinen Dialogen die Winkelzüge gut beobachtet und mit Liebe zum Detail. Regisseur Roland Suso Richter („Mogadischu“) entwirft in seinem dritten Lorenz-Film in Folge mit blaustichigen Bildern das diplomatische Prag als kalte Hölle, zwischen anonymen Konferenzräumen, verglasten Büros und voll automatisierten Roboter-Restaurants.“ Das Fazit lautete: „Die Botschafterin gewährt erneut ein sicheres TV-Asyl“. Sie werteten den Film mit dem Daumen nach oben.